# Tanguy Nianzou
Nianzou Tanguy-Austin Kouassi (Paris, 7 de junho de 2002), conhecido apenas como Tanguy Nianzou, é um futebolista profissional francês que atua como zagueiro. Atualmente joga no Sevilla.

## Carreira
Depois de passar por FC Épinay Athlético, Sénart-Moissy e RCP Fontainebleau, Nianzou foi para as categorias de base do Paris Saint-Germain e fez sua estreia profissional em dezembro de 2019, na vitória por 3 a 1 sobre o Montpellier., e poucos dias depois atuou pela primeira vez na Liga dos Campeões da UEFA, onde o PSG venceria o Galatasaray por 5 a 0. Em janeiro de 2020, marcou seu primeiro gol na vitória por 3 a 0 sobre o Stade de Reims, em jogo válido pela Copa da Liga Francesa, sendo também o gol de número 4.000 na história do clube. Sem contrato com o PSG, Nianzou deixou o clube após 13 partidas e 3 gols marcados, assinando sem custos com o Bayern de Munique em julho do mesmo ano, em contrato válido por 4 anos
Estreou pela equipe alemã apenas em novembro de 2020 contra o Stuttgart, sofrendo uma lesão muscular que o deixou fora dos gramados por 2 meses. Voltaria a jogar somente em abril de 2021, no empate em 1 a 1 com o Union Berlin.
Na temporada 2021–22, atuou em 22 partidas (17 pela Bundesliga, um pela Copa da Alemanha e 4 pela Liga dos Campeões da UEFA, além da Supercopa da Alemanha, onde não chegou a jogar), com um gol marcado.

## Carreira internacional
Descendente de marfinenses, Nianzou representa as seleções de base da França desde 2017. Fez parte do elenco que obteve a terceira posição na Copa do Mundo Sub-17 de 2019. Pelas categorias Sub-16, Sub-17, Sub-18 e Sub-20, o zagueiro atuou em 47 partidas e marcou 6 gols.[carece de fontes?]

## Títulos
Paris Saint-Germain
- Ligue 1: 2019–20[13]
- Copa da França: 2019–20[14]
- Copa da Liga Francesa: 2019–20[15]

Bayern de Munique
- Campeonato Alemão: 2020–21, 2021–22[16]
- Supercopa da Alemanha: 2021[17]

Bayern de Munique II
- 3. Liga: 2019–20[carece de fontes?]

Sevilla
- Liga Europa da UEFA: 2022–23
- Desafio de Clubes da UEFA–CONMEBOL: 2023[18]